# Pía León
Pía León (Lima, 7 de diciembre de 1986) es una chef peruana, ganadora del premio a mejor chef femenina de América Latina en 2018 y del premio a la mejor chef femenina del mundo en la ceremonia presencial de la lista The World’s 50 Best en 2021, que tuvo lugar en Amberes (Bélgica).

## Biografía
María Pía León nació en Lima el 7 de diciembre de 1986. Tras terminar la educación secundaria decidió estudiar gastronomía graduándose en la escuela Le Cordon Bleu de Lima.
Tras trabajar en el Hotel Ritz en Nueva York y en Astrid y Gastón, en 2008 ingresó en el equipo de Central Restaurante, del chef Virgilio Martínez, en el puesto de fríos. A la semana ya había ascendido a encargada de esa área. Tres años después obtuvo el puesto de jefa de cocina. Intercaló esta función con la apertura de nuevos proyectos junto a Martínez, su cónyuge desde 2014, entre los que estuvieron el bar de snacks Mayo y Kjolle.
Kjolle, ubicado en el distrito de Barranco y su proyecto más personal, es un restaurante de alta cocina que nutre sus cocinas de insumos de Mater Iniciativa, centro de investigación biológico y cultural a cargo de Malena Martínez.

## Premios
- 2018. Mejor Chef Femenina de América Latina – The World´s 50 Best.[5]
- 2019. Mejor chef en ascenso del mundo – The Best Chef.[6]
- 2019. Mejor chef en ascenso del mundo – The Best Chef.[6]
- 2020. Revista Forbes nombra a Kjolle “The Coolest Place To Eat”.
- 2020. Condé Nast Traveler incluye a Kjolle entre los 40 restaurantes más bonitos del mundo.
- 2021. Mejor Chef Femenina del Mundo – The World´s 50 Best.[7]
- 2021. Mejor Chef Joven – Premios Luces.[8]
- 2022. Mejor cocina de autor – Summum.[9]
- 2023. Kjolle No 8 en la lista de Latinoamérica de The World´s 50 Best Restaurants.
- 2023. Kjolle No 28 en la lista The World´s 50 Best Restaurants.
- 2023. Madrid Fusión otorga el premio Restaurante Remoto a Mil.[10]

## Filmografía
- Waffles + Mochi (Netflix, 2021)[11]

## Publicaciones
- Libro MIL Ed. Catapulta.[12]